# 本寿寺 (台東区)
本寿寺（ほんじゅじ）は、東京都台東区谷中にある日蓮宗の仏教寺院である。山号は栄源山。旧本山は大本山本圀寺(六条門流)、莚師法縁(隆源会)。

## 歴史
- 慶長19年（1614年）本寿院日栄が神田寺町に創建し、慶安3年（1650年）現在地へ移転した。

## 台東区の文化財
- 本寿寺文書　天保7年（1836年）‐昭和15年（1940年）迄の44点で平成12年度（2000年）に登載された。
- 本寿寺版木43面 附御鬮箱及び御鬮竹　文政3年（1820年）、嘉永5年（1852年）の版木。天保13年（1842年）高崎屋が寄進した御鬮箱。平成13年度（2001年）に登載された。
- 木造日蓮上人坐像　本格的制作技術を用いて制作された中世末期の作品として平成14年度（2002年）に登載された。
- 木造日朝上人坐像　本格的制作技術を用いて制作された近世初期の作品として平成14年度（2002年）に登載された。

## 境内
- 本堂

## 歴代
- 本寿院日栄

## 交通アクセス
- 千代田線根津駅より徒歩約3分（経路案内）。

## 関連資料
- 『御府内寺社備考』